# دعاء المظلومين (فلم)
دعاء المظلومين هو فيلم مصري عرض عام 1977، بطولة فريد شوقي وشويكار وسمير صبري ومديحة كامل، الفيلم مأخوذ عن المسرحية الفرنسية (الولدان الشريدان) للكاتب بيير كورسيل، ومن إخراج حسن الإمام.

## قصة الفيلم
بسبب زواجها من رجل يكبرها سنًّا، تدخل منار شقيقة نبيلة في علاقة آثِمة مع مدحت. ولكن عندما يرسل مدحت خطابات لنبيلة موجهة باسم شقيقتها، تقع الخطابات في يد زوج الشقيقة، الذي يتهمها بالخيانة، ويشك بأبوته لميرفت فيسلمها لمعلمة تدير وكرًا للنشل.

## طاقم التمثيل
- فريد شوقي: (شرف الدين)
- شويكار: (نبيلة)
- سمير صبري: (حودة)
- مديحة كامل: (منار)
- عمر الحريري: (مصطفى)
- حسين الإمام: (مدحت)
- محسن سرحان: (نور الدين)
- سيد زيان: (عصفور)
- نجوى فؤاد: (مسئلش - سونيا بنت الليل)
- ليلى حمادة: (بطة)
- زهرة العلا: (زوجة مصطفى)
- إسعاد يونس: (زوجة مدحت)
- عزيزة حلمي: (والدة نبيلة)
- إحسان شريف: (مديرة المدرسة)
- عايدة عبد العزيز: (المعلمة ظريفة)
- سالي: (وزة بنت المعلمة ظريفة)
- محمود الجندي: (حلاوة)
- صبري عبد العزيز
- أحمد حلاوة
- أحمد غانم
- عبد الغني النجدي

## فريق العمل
- إخراج: حسن الإمام
- سيناريو وحوار: محمد مصطفى سامي، حسن الإمام
- مدير التصوير: عبد المنعم بهنسي
- مونتاج: رشيدة عبد السلام
- موسيقى تصويرية: حسين الإمام، مودي الإمام
- إنتاج: أفلام مصر العربية (واصف فايز)
- توزيع: أفلام صوت الفن